# Einsteinkorset
Einsteinkorset eller Q2237+030 är en gravitationslinsad kvasar i stjärnbilden Pegasus.
Kvasaren är från vår synvinkel belägen bakom galaxen Huchras lins, och gravitationen från denna galax gör att bilden från Einsteinkorset når oss som fyra bilder, precis på det sätt som Albert Einstein förutsåg i sin allmänna relativitetsteori.
Einsteinkorset är beläget åtta miljarder ljusår bort, medan den framförliggande galaxen befinner sig 400 miljoner ljusår bort.